# Kitaibaraki

Kitaibaraki (北茨城市 Kitaibaraki-shi?) este un municipiu din Japonia, prefectura Ibaraki.